# Cyrestis camillus
Cyrestis camillus is een vlinder uit de familie van de nymphalidae, de vossen, weerschijnvlinders en parelmoervlinders. De soort komt voor in het Afrotropisch gebied. De spanwijdte bedraagt 42 tot 55 millimeter, de vrouwtjes zijn wat groter dan de mannetjes, de vleugels van de mannetjes zijn puntiger. De habitat bestaat uit bosranden.
De waardplanten komen uit de geslachten Morus, Ficus en Zizyphus.